# 馬可·卡薩格蘭

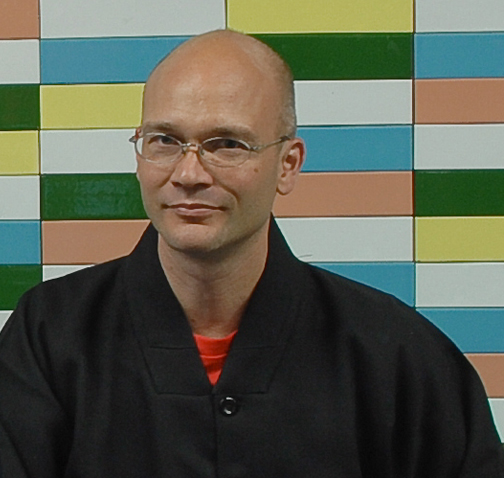
馬可·卡薩格蘭，攝於2009深圳‧香港城市\建築雙城雙年展

馬可·卡薩格蘭（芬蘭語：Marco Casagrande，1971年5月7日—），芬蘭建築師、地景環境藝術家、建築理論家、作家及建築學教授。2001年畢業於原赫爾辛基理工大學（今阿爾託大學）建築系。

## 早年生活
馬可·卡薩格蘭出生於芬蘭舊都圖爾庫頗具名聲義大利芬裔天主教家族，童年時期在北極圈拉普蘭區附近的小村落上托爾尼奧度過，後搬到南方小鎮卡爾亞念小學和中學。成年後，馬可·卡薩格蘭到了赫爾辛基研習建築學。

## 傭兵經歷及作家生涯
1993年在芬蘭服完兵役後自願參與波士尼亞戰爭。他以「Luca Moconesi」為筆名將經歷寫成半自傳《去莫斯塔路上搭便車的人》一書。1997年出版，引發芬蘭媒體議論紛紛，因此他被當局懷疑可能觸犯戰爭罪。卡薩格蘭在答辯時表示書中主角情節多屬虛構，調查結果也證明他沒有違反任何條款。從2006年開始，卡薩格蘭每年在芬蘭國防大學開課教授軍事戰略和領導統御學。

## 建築師和藝術家

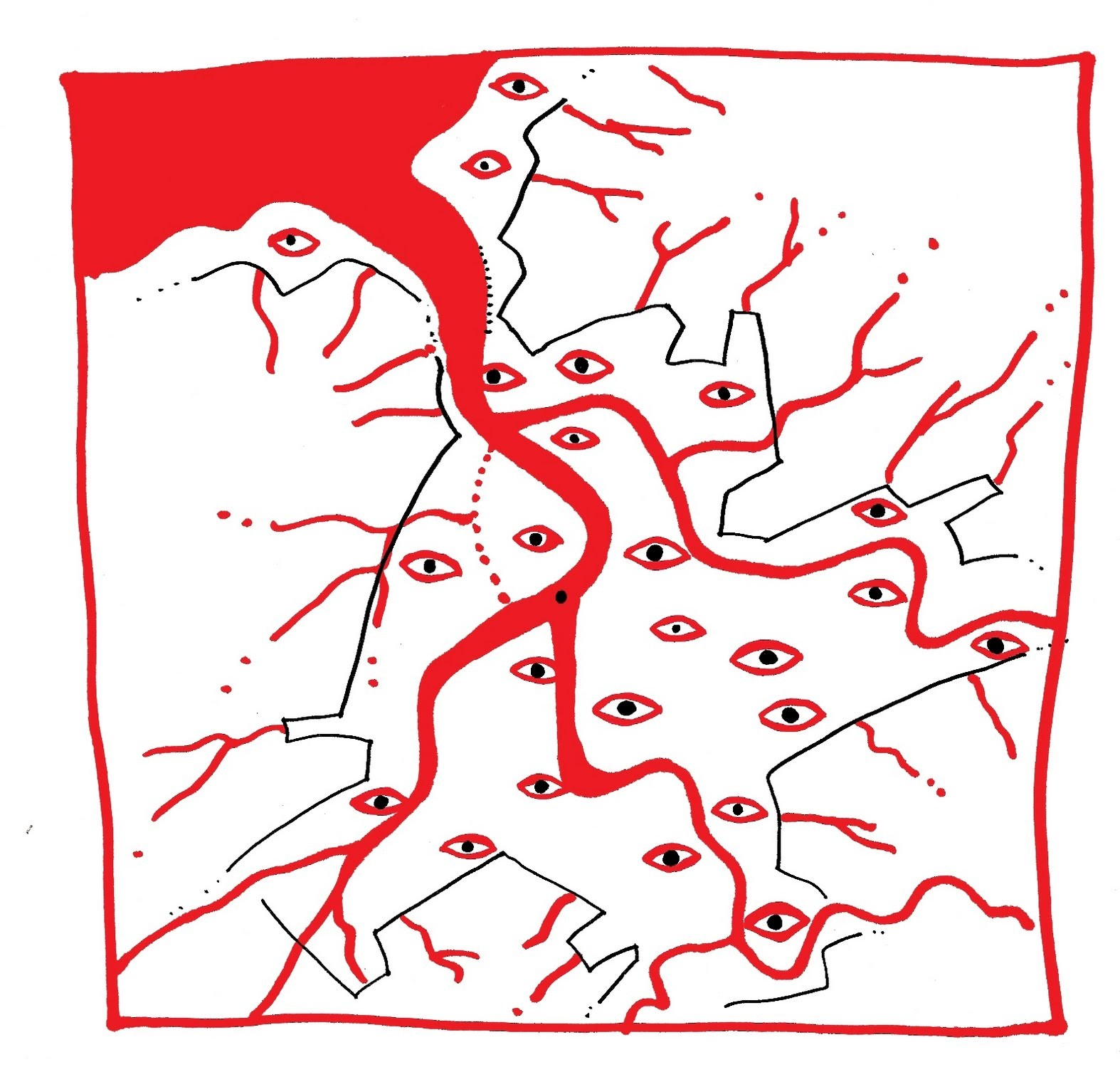
Taipei organic acupuncture

作品從早期就開始跨界建築藝術和科學，曾在世界各地發表關注生態環境意識建築裝置藝術作品。 1999年作品「大地的逃脫」（Land(e)scape）因得到英國建築評論雜誌（Architectural Review's）舉辦之Emerging Architecture獎項，受邀參加2000年以「六十分鐘人」（60 Minute Man）威尼斯建築雙年展。改造棄置廢用之貨櫃駁船。利用城中居民一小時內產生之有機排泄物製造的壤土，在船上種橡樹使之成為供公眾使用之綠化公園。紐約時報記者撰文，本作為他個人當年度雙年展最喜愛作品。「收集建築的潛意識與真正的現實，讓現代人和自然重新結合起來。他咸認不被壓力、經濟環境，網路上的娛樂和資訊矇蔽，最重要的是真實」 。
他自2000年起擔任教職，教授建築設計、生態都市規劃及環境藝術，善於以跨學科的教學手法啟發學生，截至2012年已在歐洲、亞洲、北美、澳洲....等全球十四個國家三十多所建築和藝術相關科系大學教學。2003年台北市文化局及策展人邀請「寶藏巖全球藝術行動者參計畫」 與「歐洲論壇-都市有機層」寶藏巖歷史聚落在公部門和民間團體尚存保存爭議時駐地創作，因而接受那時台灣淡江大學建築系主任陳珍誠推薦，於2004至2008年間授聘為淡江大學建築系客座教授。
他提出尊重「在地知識」（Local/Traditional Knowledge）為本發表包括《第三代城市》（Third Generation City）、《都市針灸術》、《都市河流主義》（River Urbanism）、《終極廢墟》（Ultra Ruin）、《都市生態針灸》（Urban Ecopuncture） 等極具遠見富含敬天愛人態度之未來城市建築學理論。
他曾連續三屆參加威尼斯建築雙年展（2000、2004、2006年）。
1999－2003他與Sami Rintala合作Casagrande & Rintala 建築事務所。
2003年至今主持C 實驗室（Casagrande Laboratory 簡稱 C-Lab）建築事務所。
2009年，卡薩格蘭與台灣建築師謝英俊 和建築／小說家阮慶岳組成「弱」(WEAK!)建築團隊。
2010 與台灣忠泰建築文化藝術基金會 成立廢墟建築學院。

## 重要作品

### 大地的逃脫〔Land(e)scape〕
1999年建於薩翁林納郊區建築裝置藝術，為現今農業發展提出反思。三座廢棄的穀倉似長了腳逃離大地搖搖晃晃走向南方都市，召喚已把它們遺忘的農人。 兩位年紀尚輕建築師隨後親手燒了這個作品，展開其專業建築生涯。
獲得建築評論雜誌舉辦之Emerging Architecture獎，參加2000年威尼斯雙年展並於2001年至日本歐日新潮建築展。